# Cedrik Neike

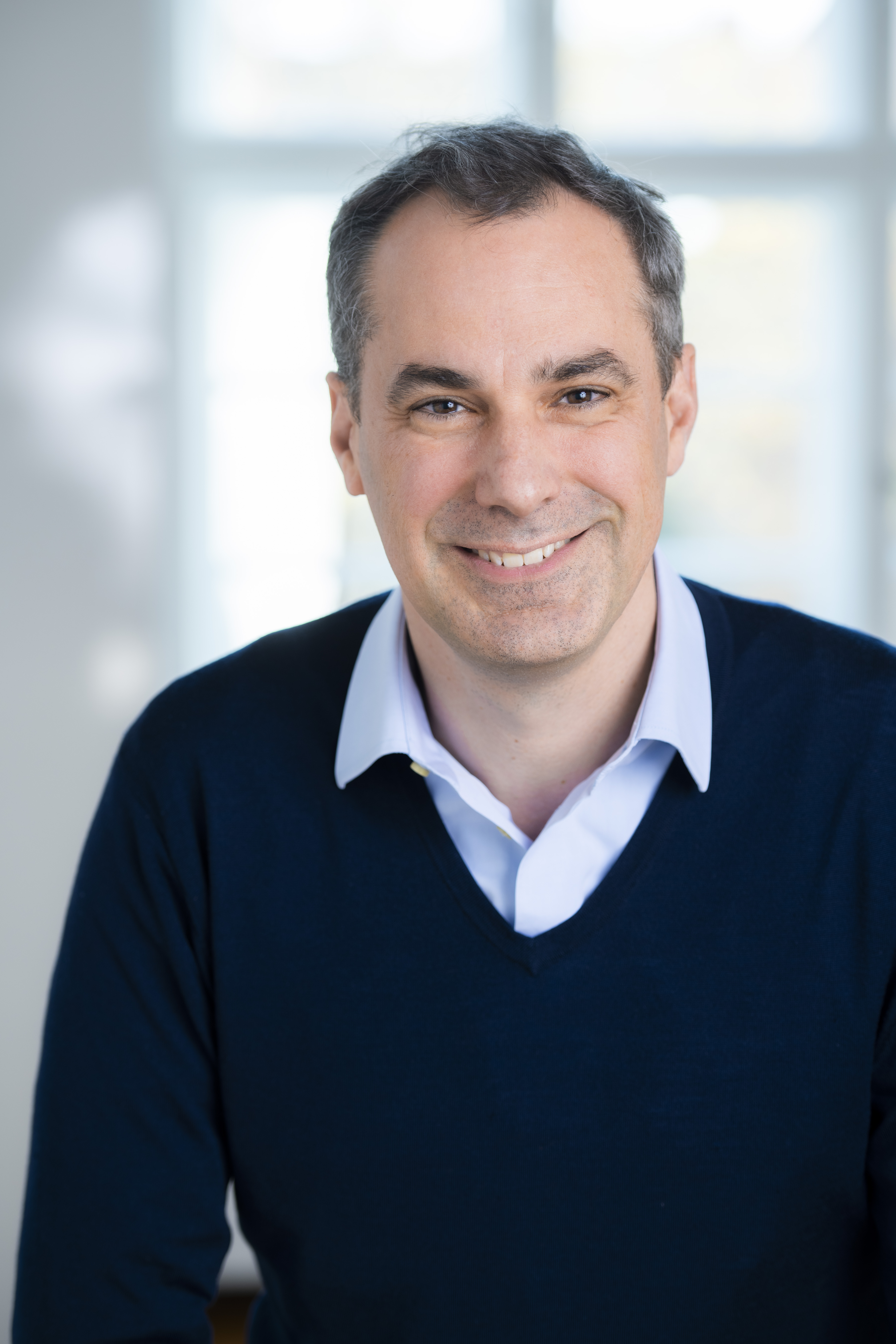
Cedrik Neike (2019)

Cedrik Neike (* 7. März 1973 in Berlin) ist ein Mitglied des Vorstands der Siemens AG, verantwortlich für das Industriegeschäft, IoT, IT und Cybersecurity sowie Chief Executive Officer von Siemens Digital Industries.

## Leben
Neike wurde bei Siemens zum Industriekaufmann ausgebildet und studierte Wirtschaftsingenieurwesen und Finanzen am University College London und der London School of Economics. Als Jahrgangsbester erhielt er ein Siemens-Stipendium. Seinen Master of Business machte er an der Insead in Frankreich. Ab 1997 arbeitete Neike bei Siemens als Produktlinien-Manager im Bereich Drahtloses Internet. 2001 wechselte er zum US-Technologiekonzern Cisco Systems und arbeitete von 2004 bis 2008 in den Bereichen Verkauf und Entwicklung mit dem Sitz in den USA. 2008 wurde er zum Senior Vice President von Cisco befördert. Im April 2017 wechselte Neike wieder zu Siemens und wurde Mitglied des Vorstands. Ab 2017 verantwortete er die Division Energy Management und das Asiengeschäft, ab 2019 war er CEO von Smart Infrastructure, seit Oktober 2020 ist er CEO von Digital Industries. Er ist der erste Zentralvorstand von Siemens seit 1945, der seinen offiziellen Sitz in Berlin hat.
Neike ist verheiratet und hat vier Kinder.